# بيتنيكا
بيتنيكا (تلفظ صربي: [pětnitsa]) هي قرية صغيرة بالقرب من فاليفو، صربيا. حسب تعداد عام 2002، كان هناك 614 نسمة (حسب تعداد عام 1991، كان هناك 483 نسمة).

## معرض الصور

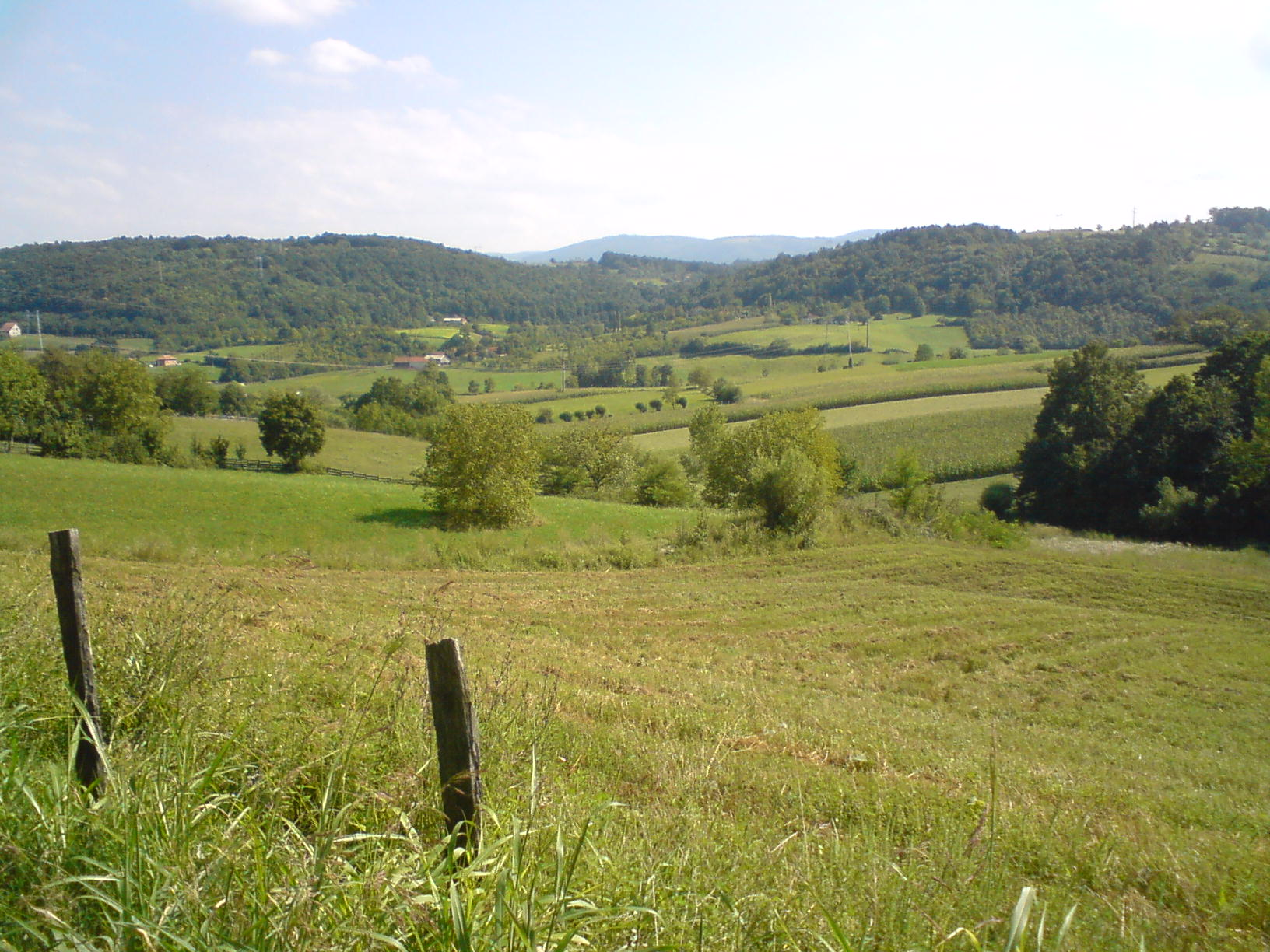
بيتنيكا
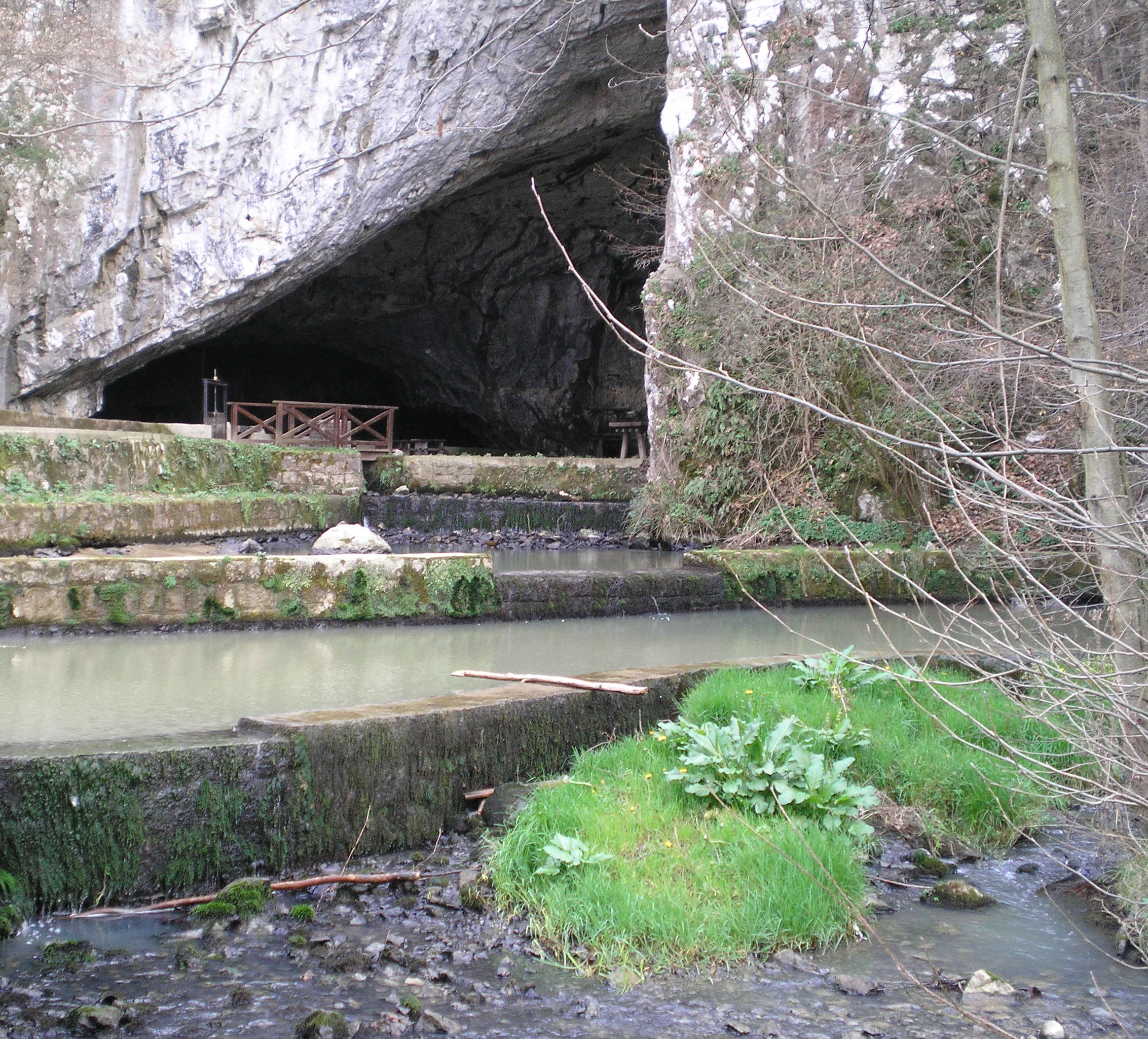
كهف بيتنيكا
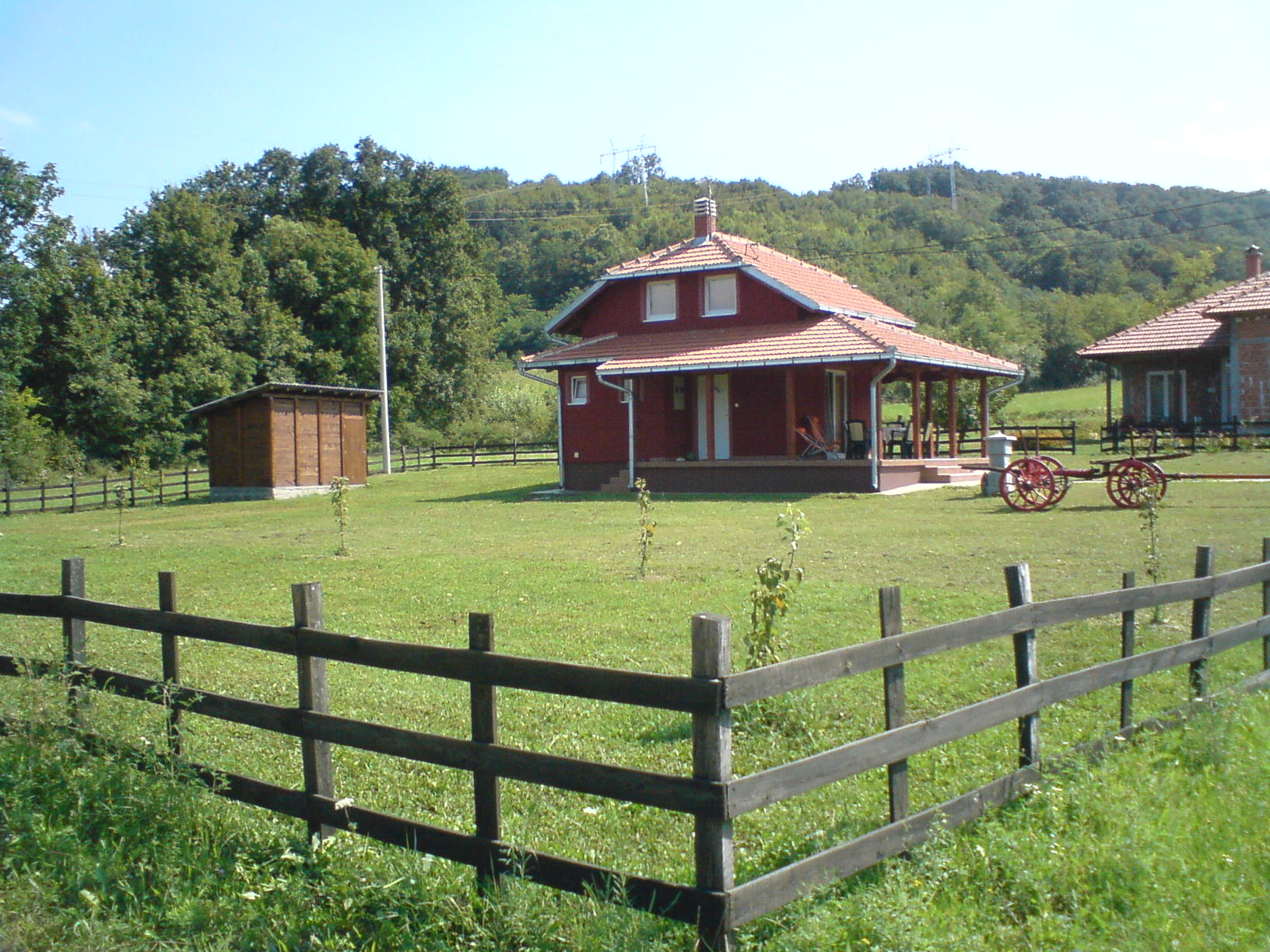
كوخ عطلة نهاية الأسبوع في بيتنيكا
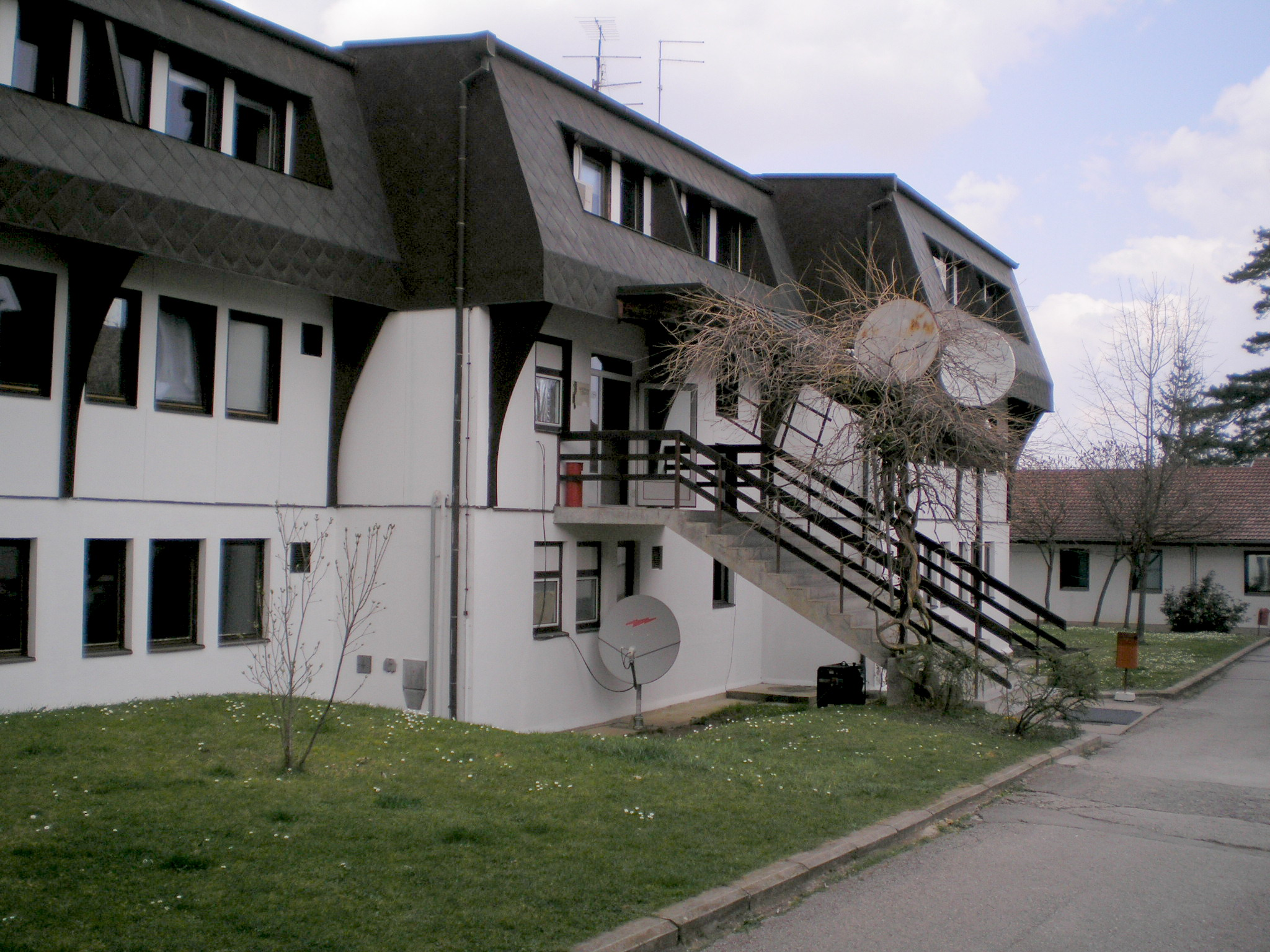
مركز بيتنيكا للعلوم
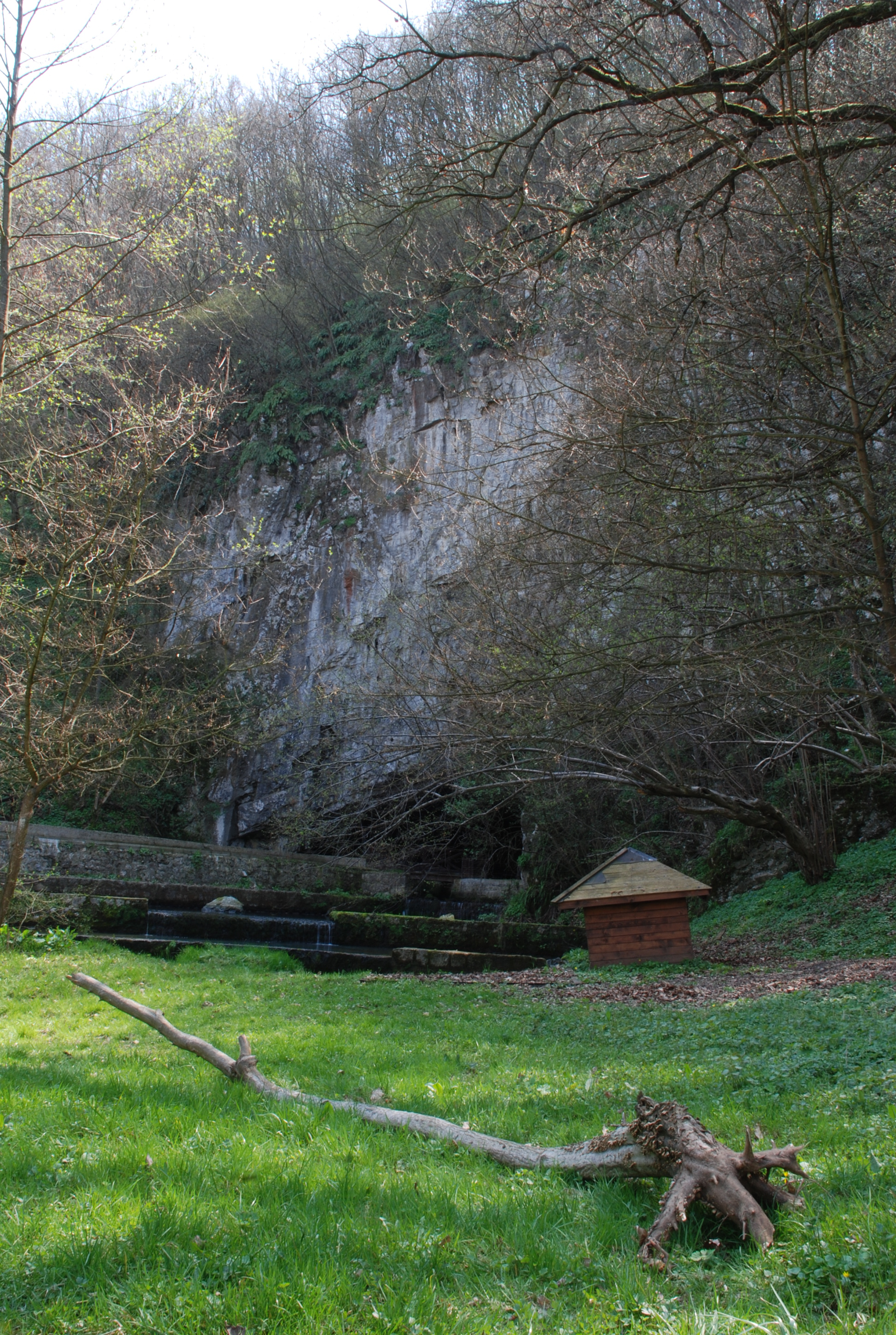
كهف بيتنيكا
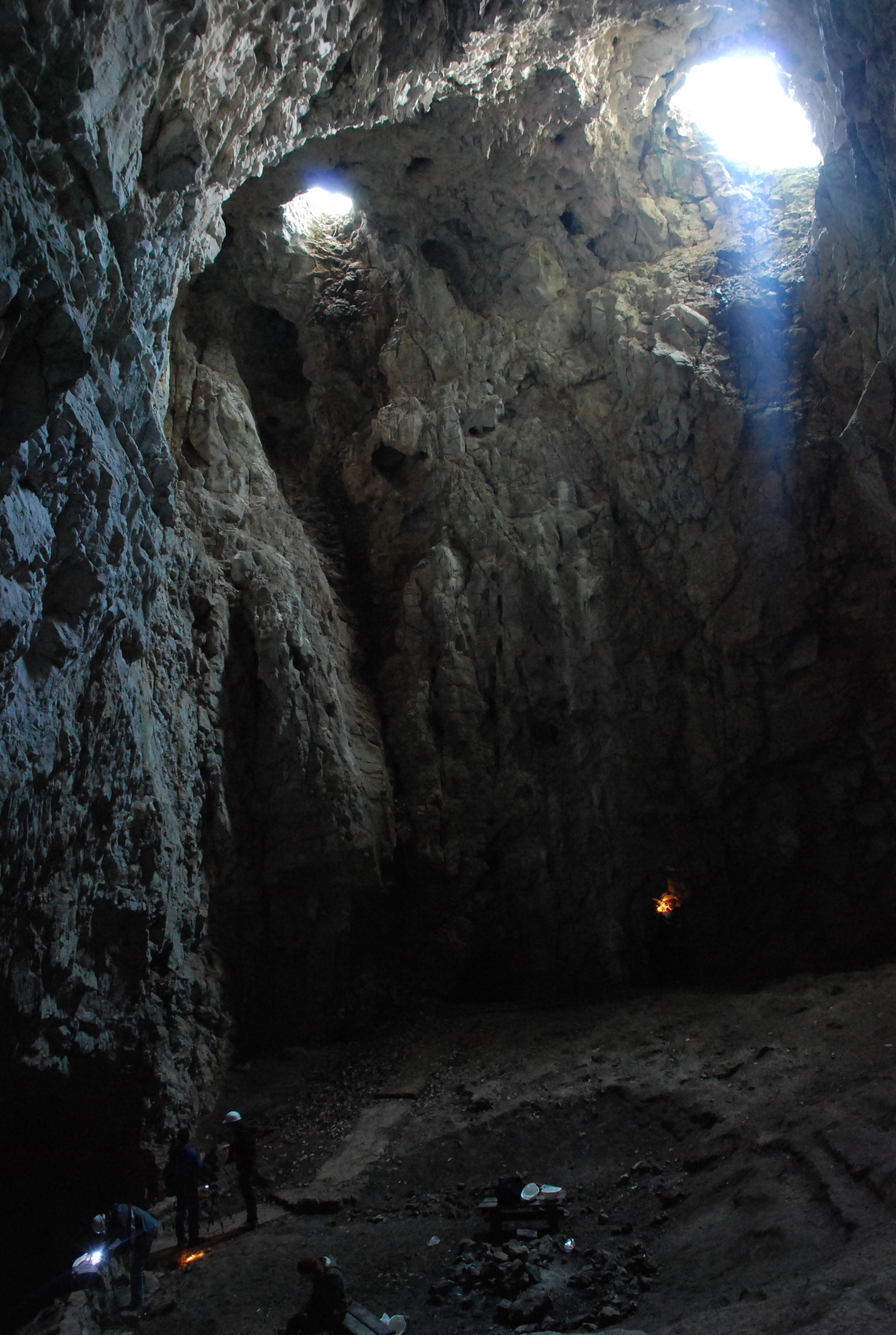
كهف بيتنيكا
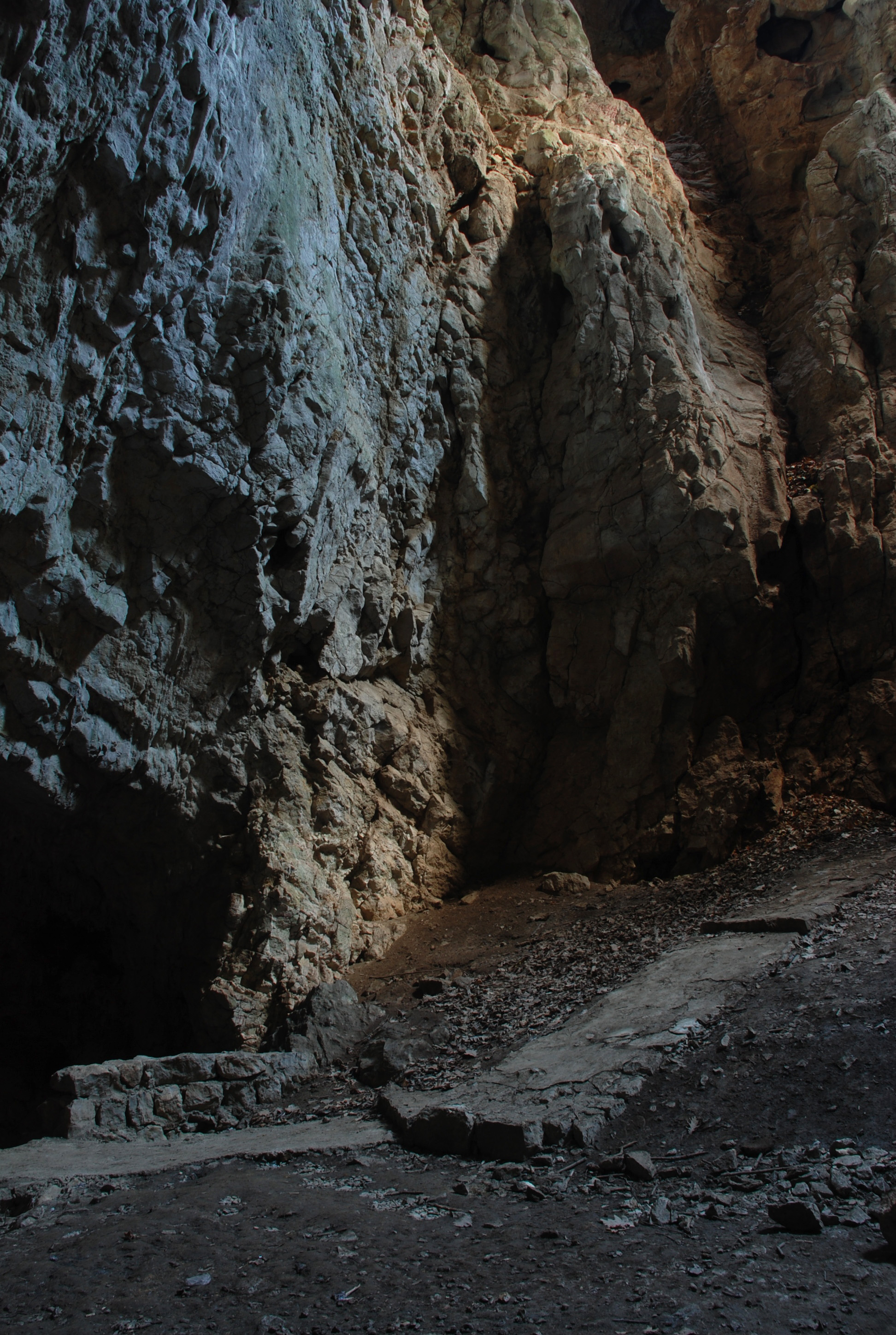
كهف بيتنيكا
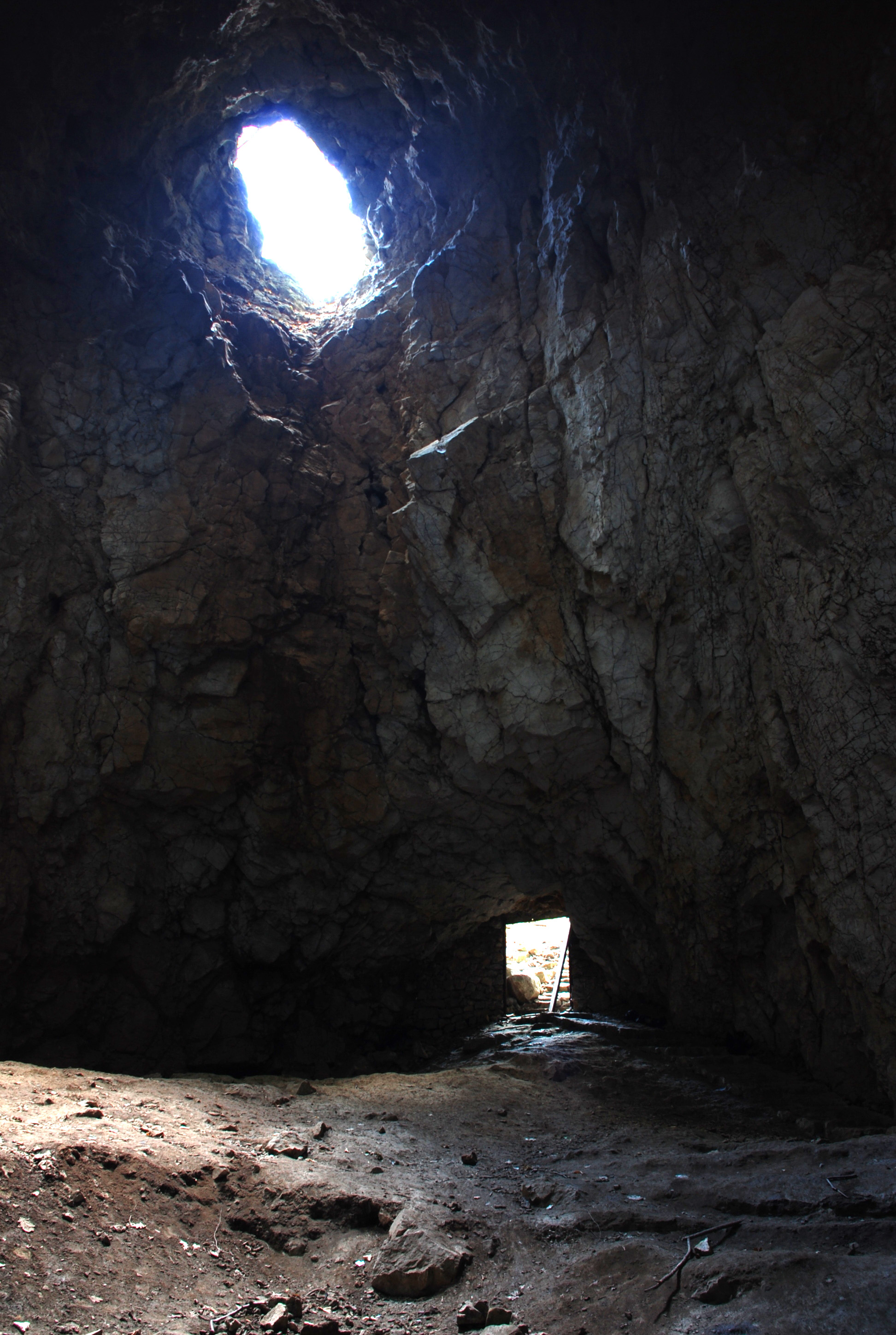
كهف بيتنيكا
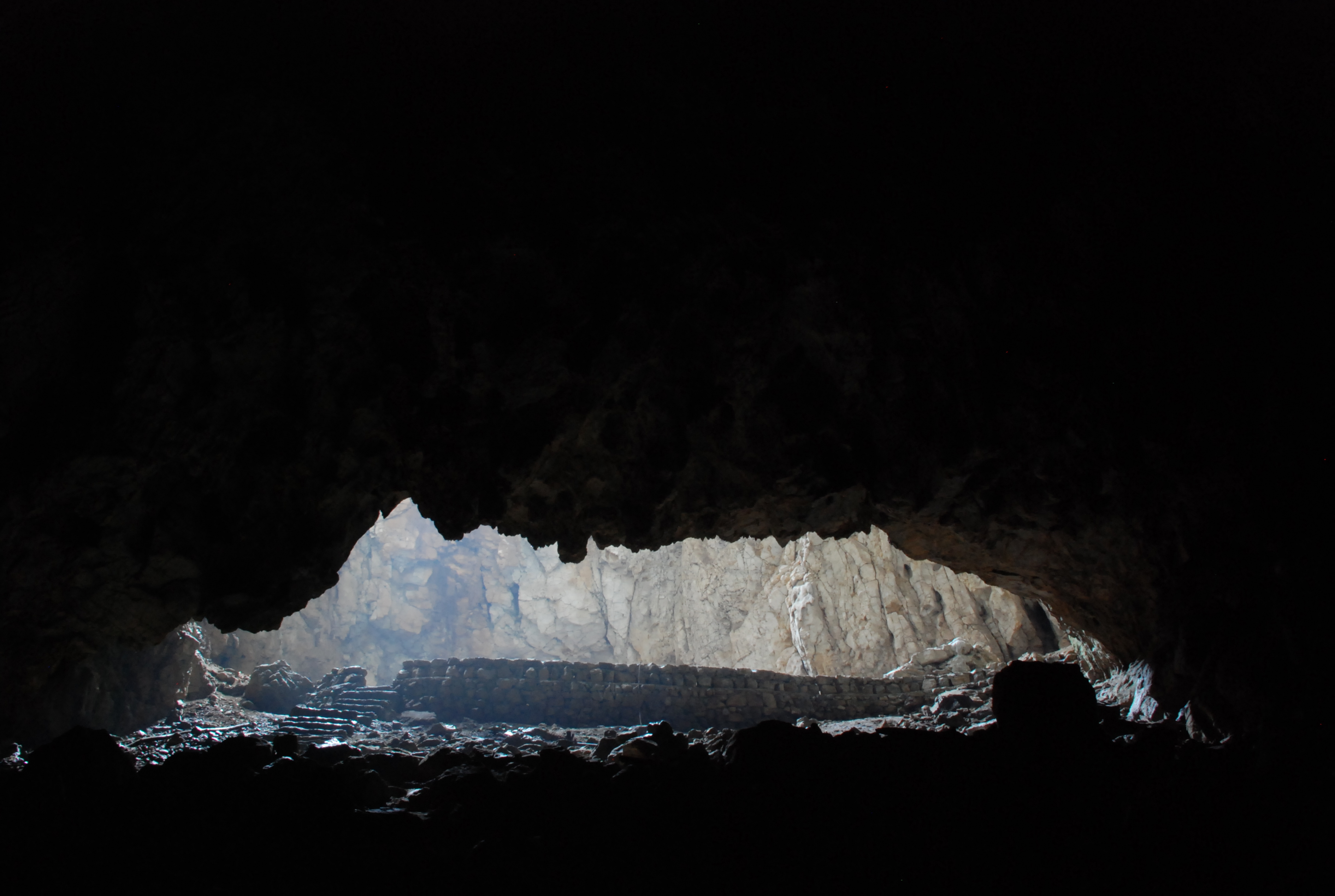
كهف بيتنيكا
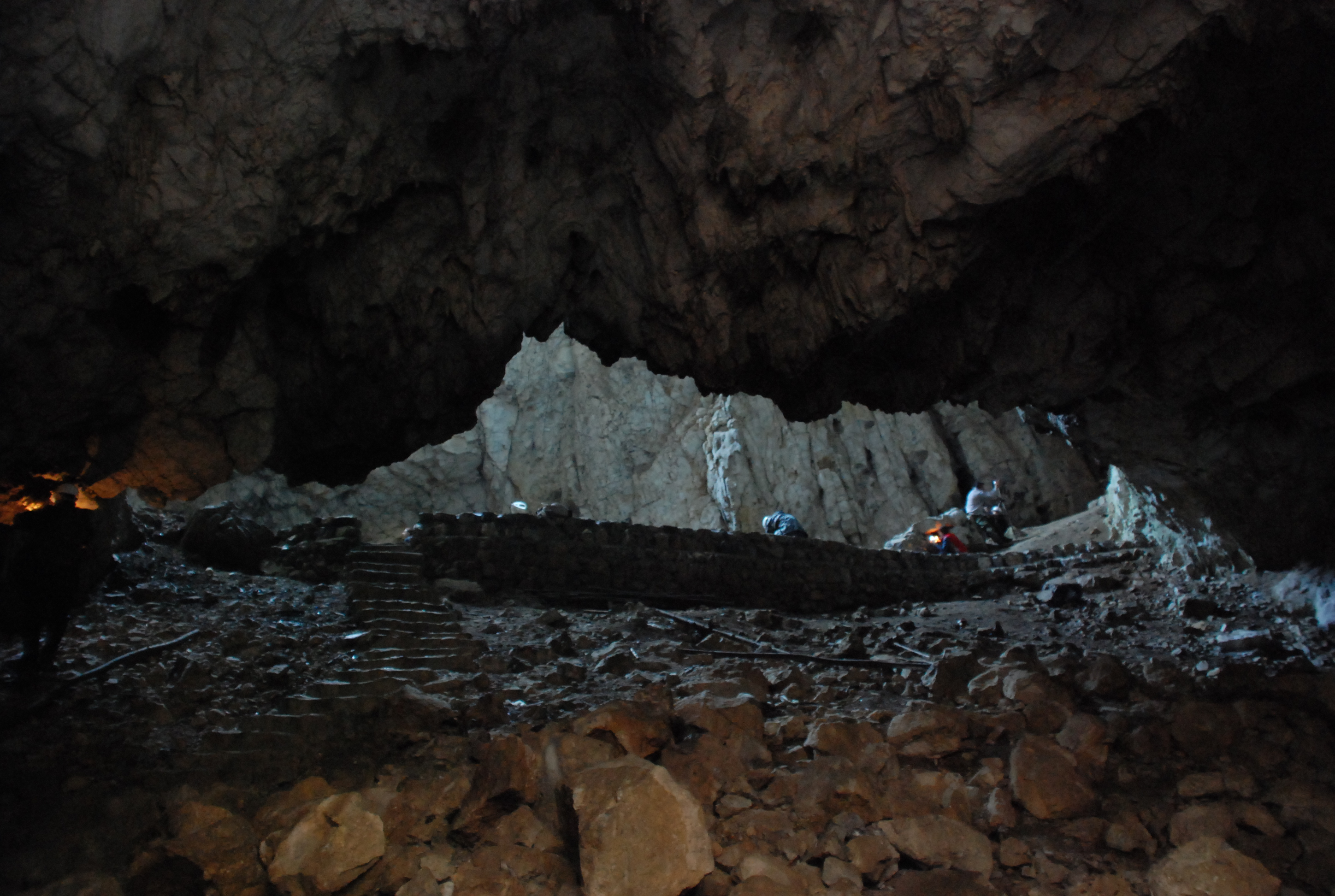
كهف بيتنيكا
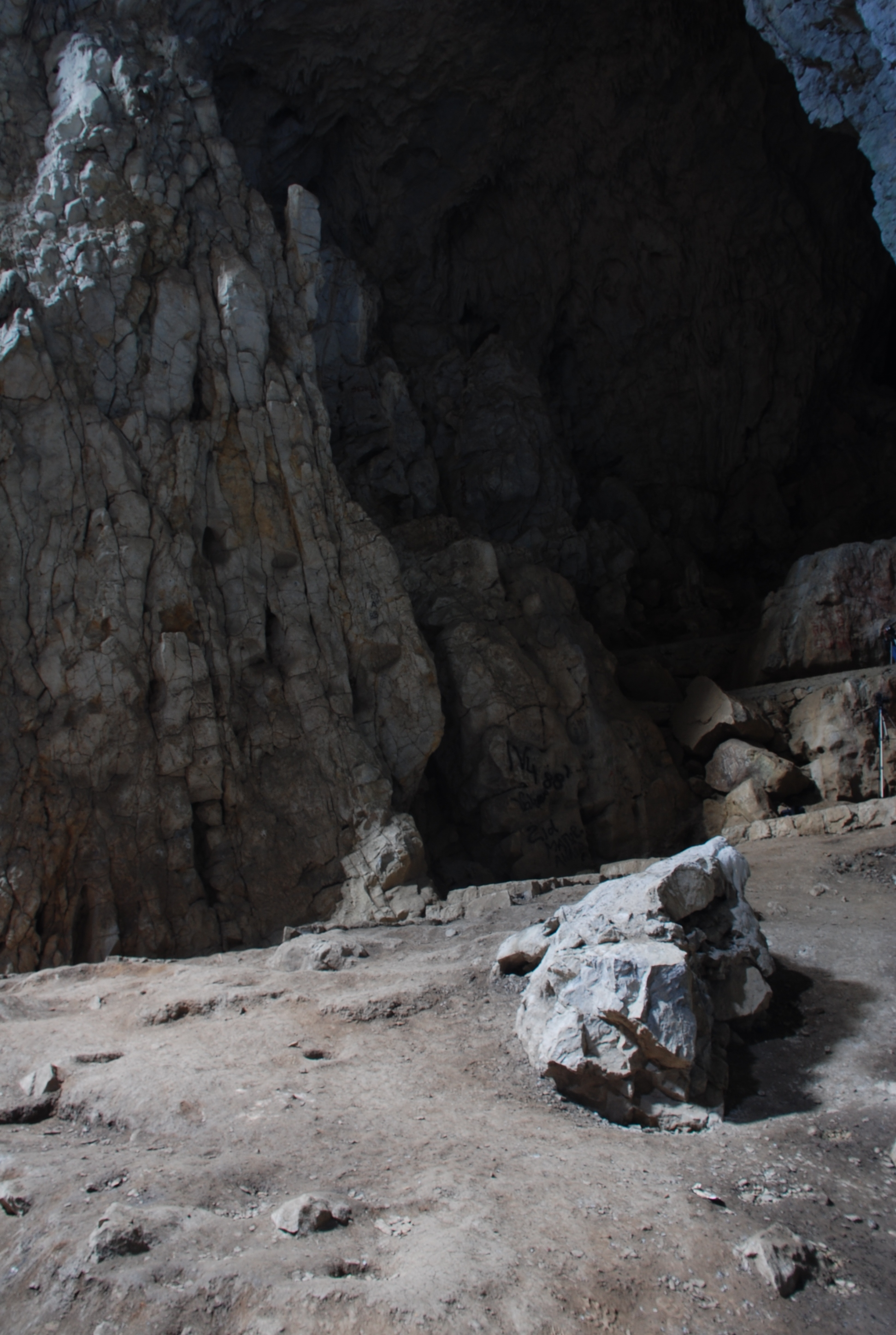
كهف بيتنيكا
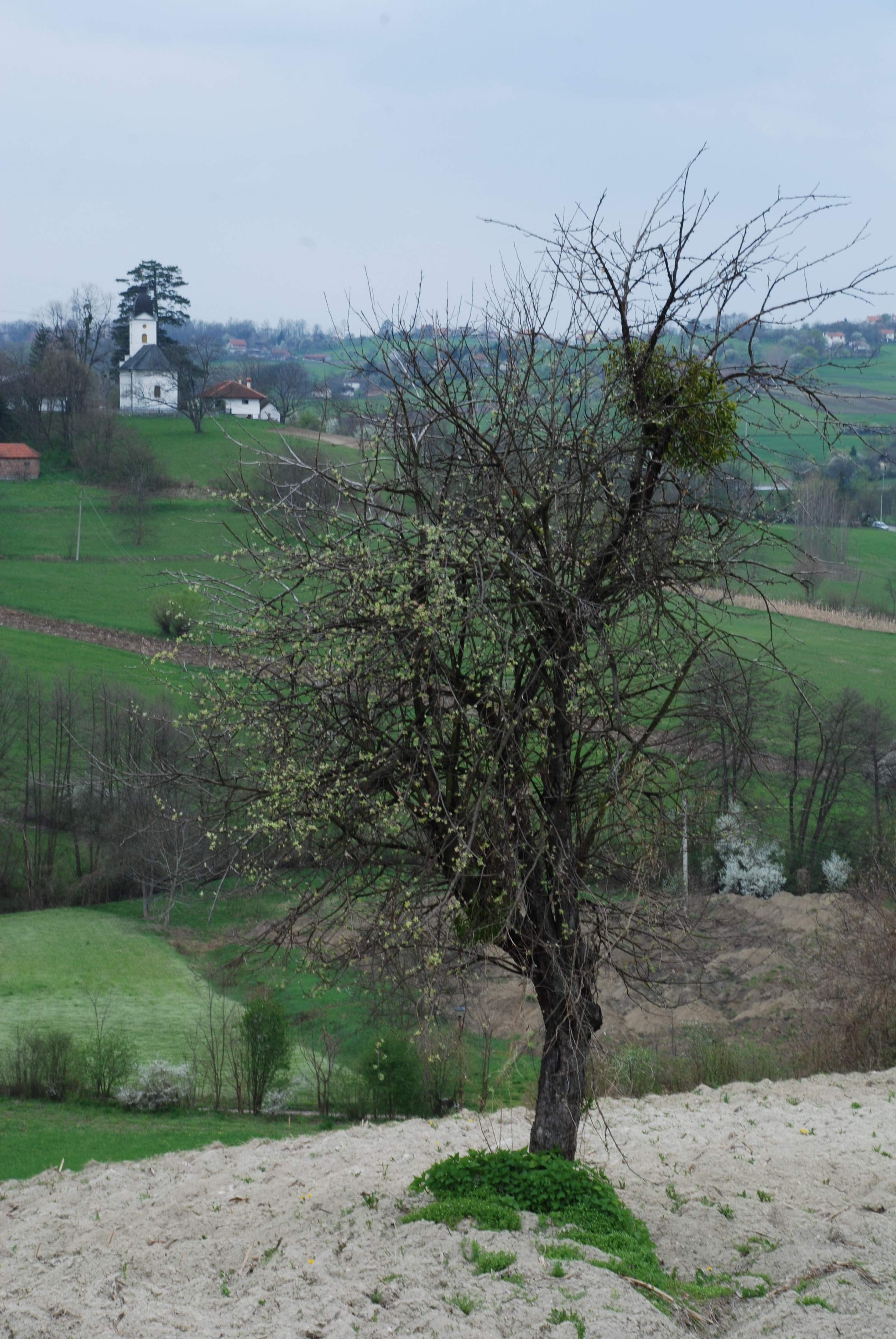
بيتنيكا - بانوراما
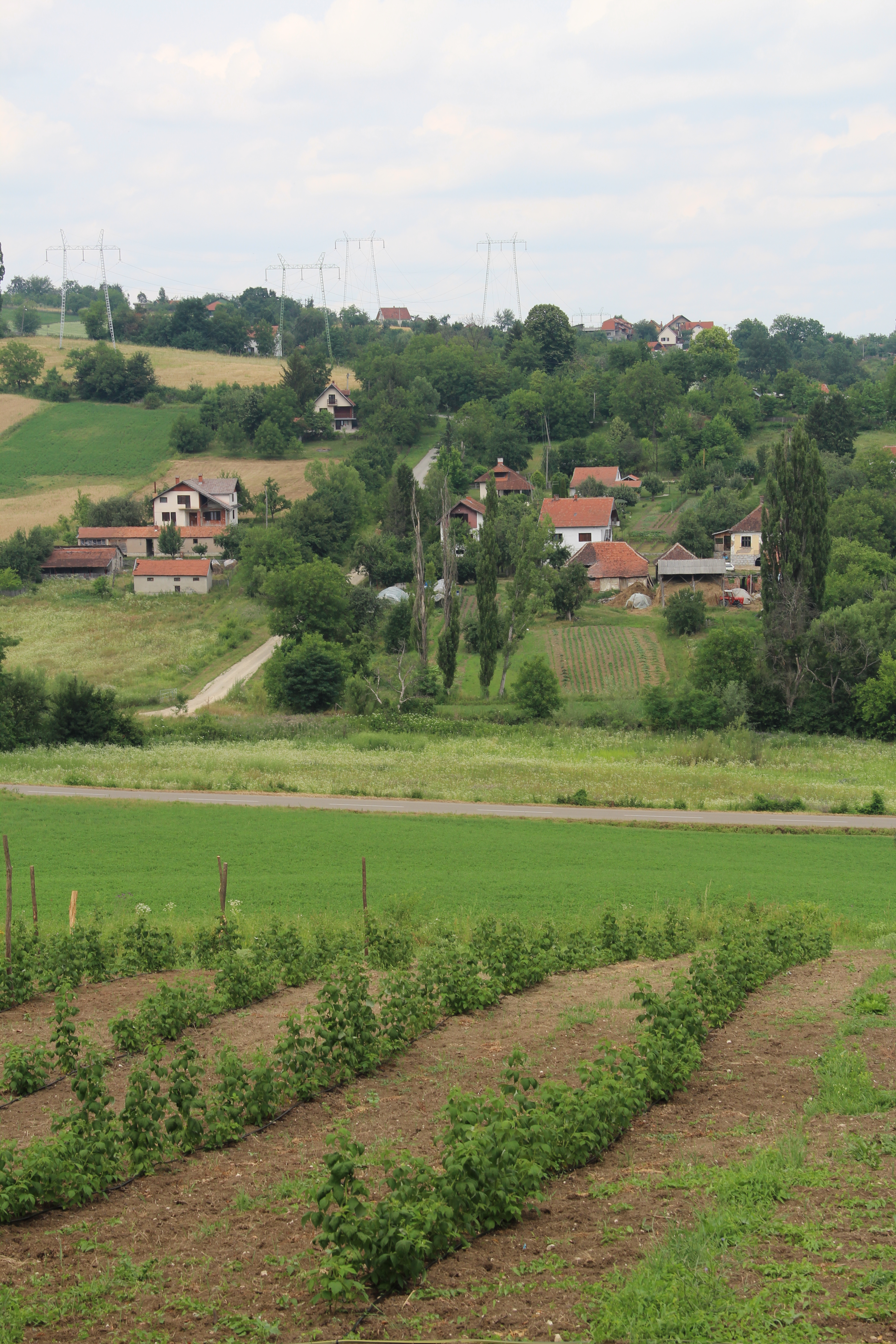
بيتنيكا - بانوراما
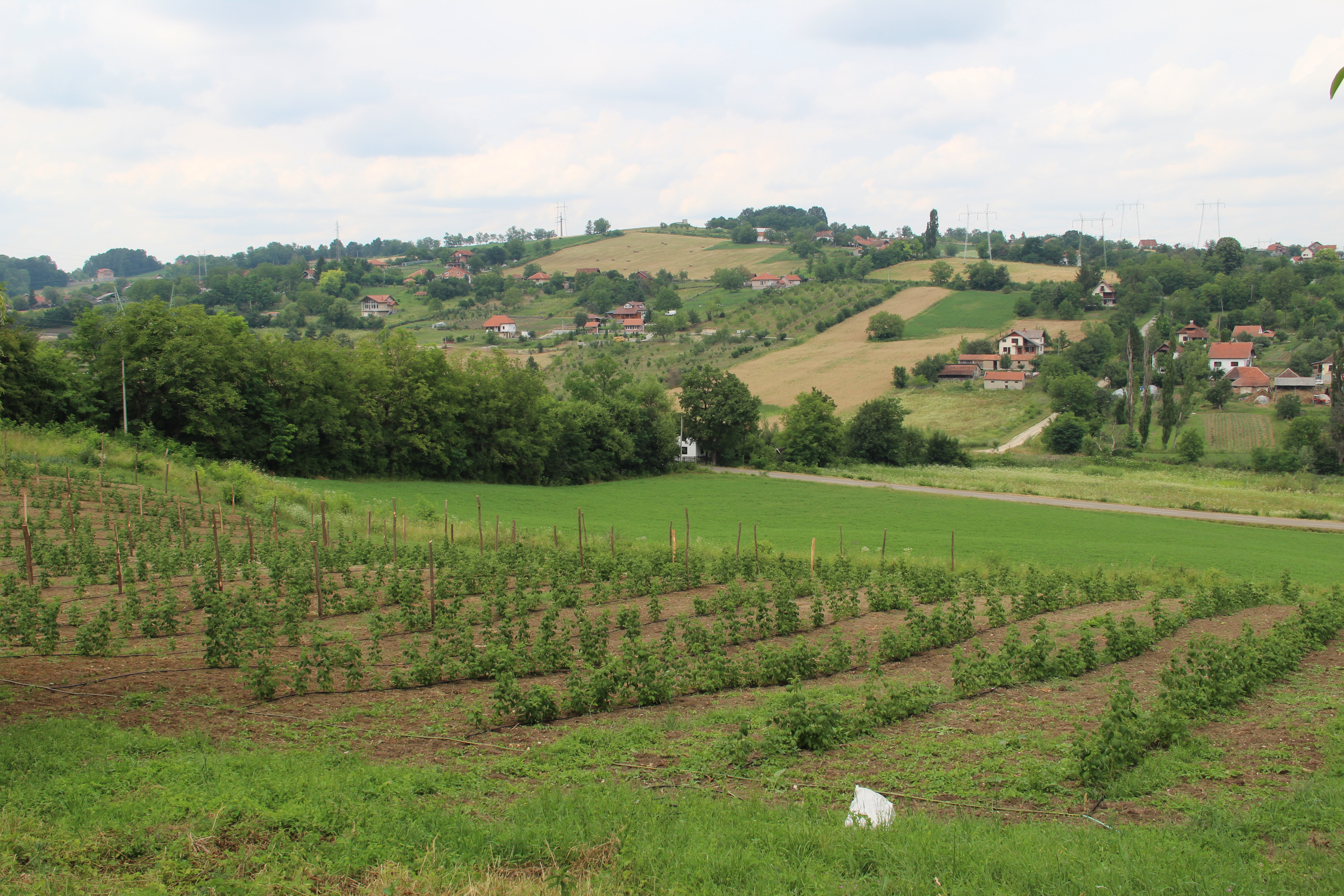
بيتنيكا - بانوراما
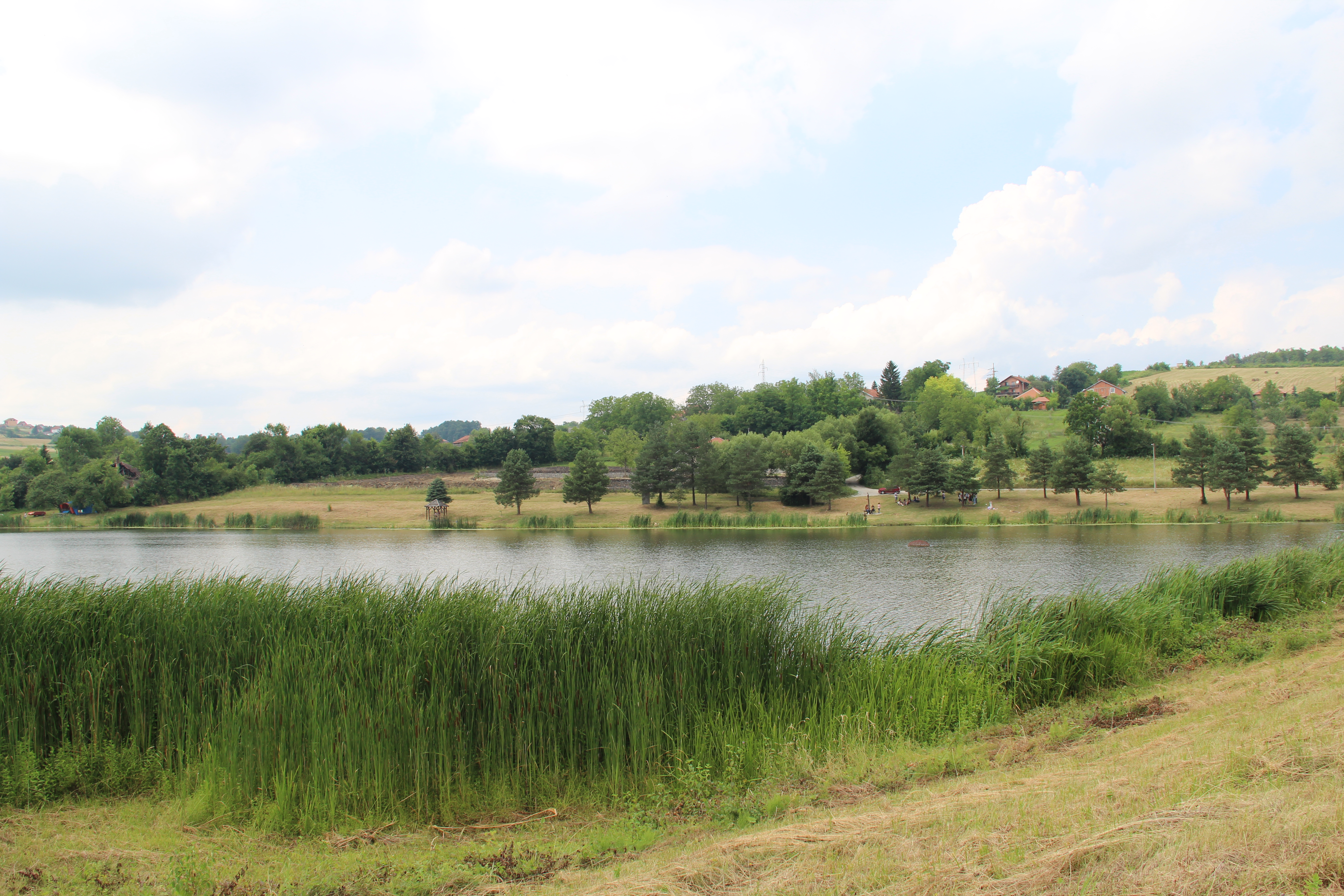
بيتنيكا - بانوراما
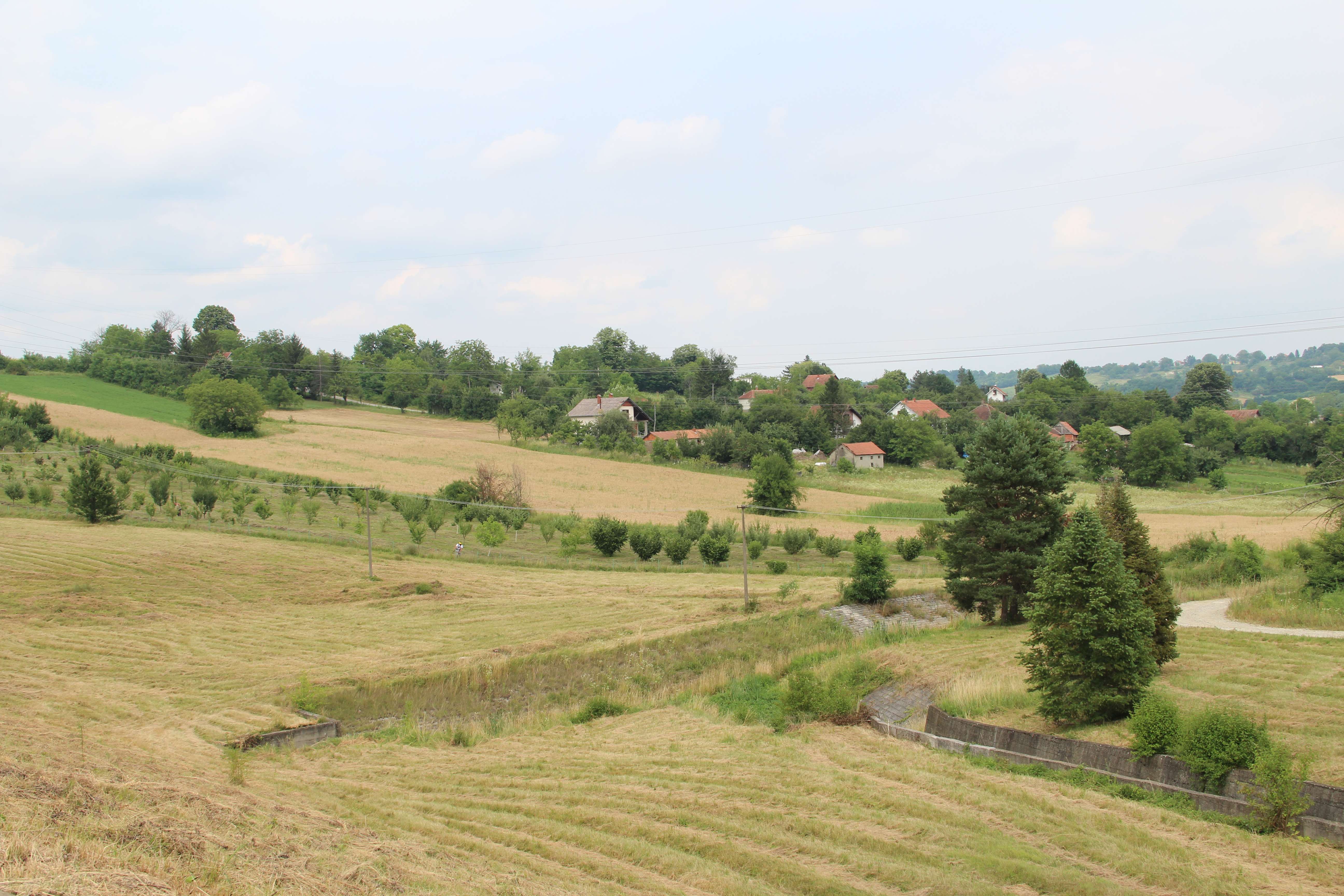
بيتنيكا - بانوراما
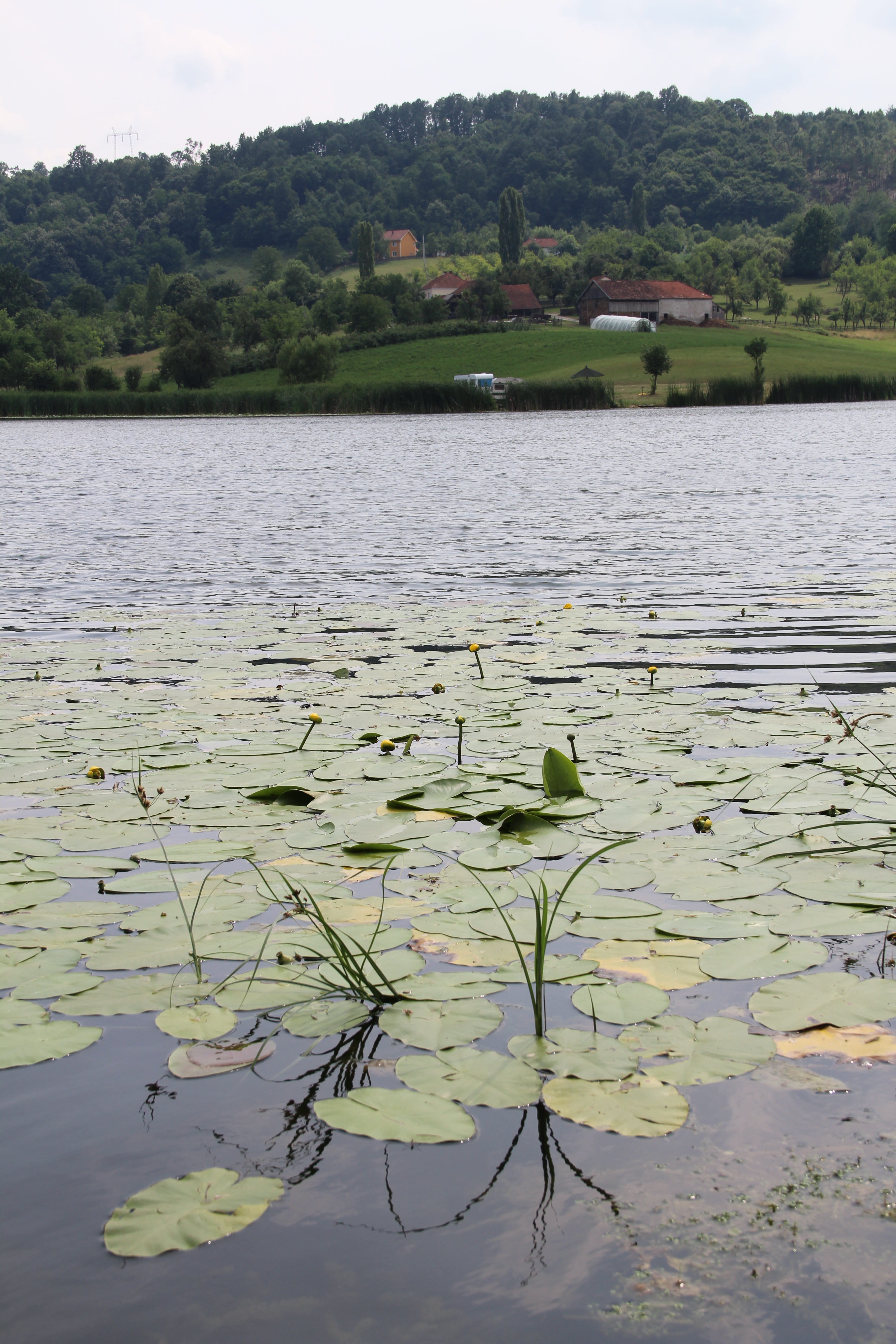
بيتنيكا - بانوراما

## وصلات خارجية
- Petnica Science Centre
- Petnica on Valjevo za vas